# Репрессии в Монгольской Народной Республике
Репрессии в Монгольской Народной Республике (монг. Их Хэлмэгдүүлэлт, «Великие репрессии») — массовые репрессии конца 1930-х годов, затронувшие всё население Монголии, включая высших руководителей МНРП и руководства МНРА, буддийское духовенство, интеллигенцию и зажиточных аратов. Проводились параллельно с «Большим террором» в СССР, при участии советских органов НКВД и в соответствии с личными указаниями И. В. Сталина.

## Предыстория
После победы Народной революции Монголия взяла курс на социалистические преобразования, следуя указаниям, получаемым из СССР. 
В 1926 году в МНР был принят Закон об отделении церкви от государства, в котором отмечалось, что «наше правительство сочувственно относится к религии Блаженного Сакья-муни, поэтому оно в пределах закона твёрдо защищает дело соблюдения, изучения и распространения данного учения», но упразднялись привилегии высших чинов буддийского духовенства, — хубилганов и хамбо, — и предписывалось каждый раз для отыскания того или иного нового перерождения ходатайствовать перед правительством. Вскоре после этого МНРП и Ревсомол повели активную борьбу за обмирщение представителей буддийского духовенства; в конце 1920-х годов в стране практически одновременно с СССР была начата коллективизация. Шла конфискация имущества у духовенства и старой феодальной знати.
В 1930 году тайджи Эрэгдэндагва составил письмо к Панчен-ламе IX с просьбой водворить в страну малолетнего Богдо-гэгэна IX в качестве монарха, уничтожив МНРП и прекратив обмирщение духовенства при содействии войск Китайской республики. Один из князей, которым он показывал это обращение, донёс на него. По «Делу Эрэгдэндагвы» были привлечены Донкор-Манджушри-хутухта Цэрэндорж, Егуузэр-хутухта Галсандаш, Гомбо-Идшин, Дилова-хутухта Жамсранжав и другие, якобы поддержавшие эти план и обращение. По итогам следствия 30 сентября было расстреляно 8 человек во главе с Галсандашем.
К началу 1930-х годов около 10 тыс. монахов уже было изгнано из монастырей. Эти процессы и реформы вызывали недовольство не только у зажиточных аратов, нойонов и духовенства, но и у всех жителей Монголии, что вылилось в 1932 году в Хубсугульское восстание, подавленное силами МНРА и ДХГ лишь через полгода. Сведения о потерях сильно различаются в разных источниках. Предполагается, что было убито до 8-10 тыс. чел., причём число убитых повстанцами во много раз меньше общего числа жертв восстания. После подавления, в апреле 1933 были приговорены к смертной казни и расстреляны восемнадцать повстанческих лидеров, в том числе монах Чимэдийн Самбуу и арат Батболдын Тугж.
В 1933—1934 годов по «делу Лхумбэ» (по имени Ж. Лхумбэ, видного партийно-государственного деятеля МНР, которого обвинили в создании контрреволюционной прояпонской нелегальной организации с целью военного переворота и свержения коммунистического режима) подверглись репрессиям 317 человек: «хэнтэйская группа» — 174 человека (30 приговорены к смертной казни); «дорнодская группа» — 110 человек (18 казнены); «улан-баторская группа» — 33 человека (казнены 5 человек). Большинство пострадавших были бурятами из северных аймаков — Дорнодского, Хэнтэйского — и Улан-Батора.

## 1936—1939 годы
22 марта 1936 года на Пленуме ЦК МНРП Х. Чойбалсан, опираясь на поддержку Сталина, отстранил от власти председателя Совнаркома МНР П. Гэндэна, выступавшего против размещения в стране войск СССР и развёртывания в стране масштабных гонений против духовенства по примеру советских.
В апреле 1936 года в Монголии прошёл процесс над ламами, которых обвиняли в том, что они «поднимали авторитет религии», что расценивалось как контрреволюция, и в шпионаже в пользу Японии (согласно обвинению, ламы отправляли письма монгольским эмигрантам, где приводились различные сведения о жизни в приграничных районах МНР). На следующем процессе в октябре 1936 года подсудимых лам обвиняли в том, что они с помощью Японии собирались поднять вооружённое восстание и восстановить феодальные порядки. Из 17 обвиняемых шестеро были приговорены к расстрелу, остальные — к различным срокам заключения. За 1936 год было проведено пять открытых процессов над буддистским духовенством.
В 1937 году Чойбалсан отправил несколько писем наркому внутренних дел СССР Ежову по итогам процессов над ламами (текст одного из них см.:). В них он благодарил Ежова за присылку в Монголию М. П. Фриновского — одного из организаторов «Большого террора» в СССР, указывал на причастность лам к контрреволюционной деятельности и на то, что «удалось осуществить советы тов. Сталина» — подготовить и осуществить пять показательных процессов по верхушке ламства по обвинению в измене родине, шпионажу и подготовке вооруженного восстания. Процессы эти крепко скомпрометировали высшее ламство".
В мае того же года Чойбалсан отправил Ежову письмо-доклад, в котором приводились показания арестованных, указывающих на Гэндэна как на японского шпиона.
В июле 1937 года Гэндэн, проживавший вместе с семьей в Крыму в доме отдыха «Форос», был арестован НКВД. Следователи НКВД сфабриковали дело о якобы действовавшей в Монголии и советской Бурятии панмонгольской и прояпонской шпионской организации, связанной через советского полпреда в Монголии В. Х. Таирова с военными заговорщиками в РККА во главе с М. Тухачевским. 1-й секретарь Бурят-Монгольского обкома ВКП(б) М. Ербанов был арестован по этому делу в сентябре.
27 августа в Монголию были введены советские войска. 30 августа заместитель наркома внутренних дел СССР М. Фриновский передал Чойбалсану копию показаний Гэндэна и список из 115 «заговорщиков». 10 сентября в Монголии начались массовые аресты.
19 сентября 1937 года Политбюро ЦК ВКП(б) постановило: «Принять предложение т. Фриновского об организации специальной тройки в составе Чойбалсана, министра юстиции и секретаря ЦК МНРП для рассмотрения дел на монгольских лам».
4 октября 1937 года было проведено публичное слушание против крупных фигур духовенства, в том числе против настоятеля столичного монастыря Гандантэгченлин и высокого ламы, тибетца Ёнзон-хамбо Ц. Лувсанхаймчига и дэд-хамбо Б. Дамдина, членов «Центральной контрреволюционной группы», обвинявшихся в шпионаже в пользу Панчен-ламы IX. Из 23 обвиняемых 19 приговорили к расстрелу, в том числе находившегося с 1930 года в заключении Донкор-Манджушри-гэгэна Цэрэндоржа.
18—21 октября 1937 года в Государственном театре Улан-Батора был проведён показательный публичный процесс против бывшего замглавкома МНРА Ламаху Жарьжава, бывшего второго замсовнаркома Гончига Самбу, бывшего начгенштаба МНРА Жигдэла Мальжи, бывшего заместителя начальника ДХГ Сэрээнэнгийна Гиваапила, прокурора республики М.-Д. Идамсурена, директора Гостеатра Ц. Баттэмура, бывшего министра просвещения и других «членов контрреволюционной организации Гэндэна-Дэмида». Из 14 подсудимых было расстреляно 13. Всего за несколько месяцев 1937 года было арестовано 16 министров и их заместителей, 42 генерала и старших офицера, 44 высших служащих государственного и хозяйственного аппарата.
20 октября 1937 года была создана Чрезвычайная Комиссия во главе с Чойбалсаном для внесудебного рассмотрения дел арестованных (по аналогии с «тройками» в СССР). Вскоре после этого в МНР начались массовые репрессии против духовенства; разрушение монгольских монастырей и расстрелы лам. В 1938 году Гандантэгченлин, объявленный по закону 1926 года центром буддийской веры в МНР, был закрыт; находящаяся в нём крупнейшая буддийская статуя Мэгжид Жанрайсэг исчезла. Из более 800 монастырей страны абсолютное большинство было разрушено. Ламство было практически полностью ликвидировано.
Репрессии затронули многих представителей монгольской интеллигенции, объявленных «врагами народа» (Буянчулуун, Шачжи, Хухтэ, Ю. Банзар, Б. Ринчен, Идамсурэн, Ц. Дамдинсурэн и др.), которым вменялось в вину реакционная, процерковная, вредительская деятельность в сфере науки и образования. В СССР были высланы подозреваемые в панмонгольской деятельности. Стандартными в последовавших «Деле о германских шпионах», «Деле о японских шпионах», «Порт-Артурском деле» были обвинения в шпионаже, подрывной, диверсионной и вредительской деятельности, подготовке покушений на руководство МНРП и свержения Народного правительства.
Репрессиям также подверглись представителях национальных меньшинств — китайцев обвинили в шпионаже в пользу режима Чан Кайши, а бурят обвинили в том, что они являются панмонгольскими заговорщиками и японскими агентами.
В 1938 году была в возрасте 33 лет арестована и казнена супруга - хатан Богдо-гэгэна VIII Гэнэнпил. Титут «хатан» приблизительно соответствует западным титулам «императрица», «царица», «королева». Последняя королева Монголии, как называют Гэнэнпил в западной прессе, была на пятом месяце беременности. Вместе с ней казнили и её отца
Ставший в 1936 году после смещения Гэндэна главой правительства А. Амар в 1939 году был арестован вместе со своими 28 ближайшими сотрудниками. Все они были вывезены в СССР и в июле 1941 года были расстреляны по приговору Военной Коллегии Верховного Суда СССР на полигоне «Коммунарка».
Массовые репрессии продолжались вплоть до апреля 1939 года, хотя полностью и не закончились. Осенью 1940 года были арестованы и репрессированы председатель Ревизионной комиссии СНРП Д. Балганжав и глава ревсомола Магсар.

## Число жертв
Общее число погибших в ходе репрессий оценивается от 22 до 35 тыс. чел., то есть от 3 до 5 % всего населения страны.
Только с августа 1937 года по январь 1938 года, по данным советского полпредства, в Монголии было арестовано 10 728 человек, в том числе 7 814 лам, 322 бывших феодала, 300 ответственных кадровых работников, 180 представителей командного состава МНРА, 1555 бурят и 408 китайцев. За этот период были рассмотрены дела на 7 171 человек, из которых 6 311 были казнены. Как следует из этих данных, основной удар репрессии нанесли именно по буддийскому монашеству.
В 1936—1939 годах в Монголии было репрессировано две трети членов ЦК МНРП и 8 из 10 членов президиума ЦК. По обобщённым данным за тот же период Чрезвычайная комиссия во главе с Чойбалсаном под пристальным контролем советников СССР осудила 25 588 человек, из которых 20 099 были приговорены к расстрелу и казнены. Доля жертв террора в населении страны значительно превысила аналогичные показатели «Большого террора» в СССР. К концу 2008 года 29 000 чел. было реабилитировано.

## Память
В 1996 году в Улан-Баторе дочерью П. Гэндэна Г. Цэрэндулам в его бывшем доме был открыт Мемориальный музей жертв политических репрессий. У подножия горы Сонгино-Хайрхан, где, как утверждают историки, были расстреляны первые жертвы карательных операций, создан мемориальный комплекс.
Начиная с 1996 года, 10 сентября отмечается как День памяти политических репрессированных. Создана Государственная комиссия по руководству и организации реабилитации, над архивными материалами работает целая группа ученых-историков. Родным и близким репрессированных выплачиваются денежные пособия, выделяются юрты и квартиры. За прошедшие с 90х годы последующие правительства выделили 15.8 млрд тугриков на компенсации семьям, родным и близким репрессированных (недоступная ссылка).